# Torre Rizo
La torre Rizo es una torre de vigilancia costera ubicada cerca de la playa de San Juan, en Alicante (España). Fue declarada Bien de Interés Cultural en 1997.

## Historia
Fue construida en el siglo XVI como tantas con el fin de defender de las incursiones de piratas la Huerta de Alicante. En el año 1997 fue desmontada sillar a sillar por sus propietarios para evitar que fuese catalogada, habiendo en la actualidad en su lugar un campo de golf. Mientras que la Dirección General de Patrimonio Artístico de la Comunidad Valenciana da el inmueble por perdido, fue declarada poco después de su derribo Bien de Interés Cultural junto a otras veintidós torres similares, y la asociación Hispania Nostra sostiene que se halla en un almacén a la espera de que el juez que lleva el caso dictamine el lugar donde debe ser reconstruida.
Forma parte de las Torres y Atalayas de Alicante que se hallan incluidas en la Lista roja de patrimonio en peligro.